# Saison 3 de Slasher
 (mai 2019).
Si vous disposez d'ouvrages ou d'articles de référence ou si vous connaissez des sites web de qualité traitant du thème abordé ici, merci de compléter l'article en donnant les références utiles à sa vérifiabilité et en les liant à la section « Notes et références ».
Chronologie
Saison 2 : Les Coupables Saison 4 : Flesh and Blood
Cet article présente le guide des épisodes de la troisième saison de la série télévisée d'anthologie canadienne Slasher.

## Synopsis
Un tueur déguisé en druide a tué un jeune à la réputation sulfureuse "Kit" après l'avoir suivi jusqu'à son immeuble. 
Un an plus tard, le tueur semble de retour le jour de la fête du solstice et s'en prend aux habitants de l'immeuble.

## Distribution

### Acteurs principaux
- Baraka Rahmani (VFB : Claire Tefnin) : Saadia Jalalzai
- Lisa Berry (VFB : Myriem Akheddiou) : Detective Roberta Hanson
- Salvatore Antonio (VFB : Sébastien Hébrant) : Angel Lopez
- Dean McDermott (VFB : Thierry Janssen) : Dan Olensky
- Mercedes Morris (VFB : Mélissa Windal) : Jen Rijkers
- Gabriel Darku (VFB : Maxime Van Santfoort) : Connor Rijkers
- Erin Karpluk (VFB : Monia Douieb) : Kaili Greenberg
- Joanne Vannicola (VFB : Valérie Lemaître) : Amber Ciotti
- Paula Brancati (VFB : Mélanie Dambermont) : Violet Lickers
- Ilan Muallem (VFB : Olivier Prémel) : Joe Lickers

### Acteurs récurrents et invités
- Robert Cormier (VFB : Bruno Mullenaerts) : Kit Jennings
- Genevieve DeGraves (VFB : Ludivine Deworst) : Cassidy Olensky
- Landon Norris (VFB : Pierre Le Bec) : Charlie
- Paulino Nunes (VFB : Francq Dacquin) : Frank Dixon
- Jim Watson (VFB : Erico Salamone) : Alexander Lemon
- Patrice Goodman (VFB : Célia Torrens) : Justine Rijkers
- Rosie Simon (VFB : Sophie Frison) : Amy Chao
- Ishan Davé (VFB : Alexandre Crépet) : Detective Pujit
- Kaniehtiio Horn (VFB : Marcha Van Boven) : Coroner Lucie Cooper
- Saad Siddiqui : Azlan Jalalzai
- Aidan Chase (iv) : Un gars
- Paniz Zade : Noelle Samuels
- Mika Amonsen : Dieu grec
- Isaac Pilozo : Angel (Jeune)
- Ilan Muallem : Joe Dimashke
- Emma Ho : Amy (Jeune)

- Version française[1]
  - Société de doublage : BTI Studios (Belgique)
  - Direction artistique : Monia Douieb

## Diffusion
- L'intégralité de la saison sera mise en ligne le 23 mai 2019 sur Netflix.

## Liste des épisodes

### Épisode 1: De 6 h à 9 h (6 am to 9am)
- : 23 mai 2019 sur Netflix

### Épisode 2: De 9 h à 12 h (9 am to 12 am)
- : 23 mai 2019 sur Netflix

### Épisode 3: De 12 h à 15 h (12 am to 3 pm)
- : 23 mai 2019 sur Netflix

### Épisode 4: De 15 h à 18 h (3 pm to 6 pm)
- : 23 mai 2019 sur Netflix

### Épisode 5: De 18 h à 21 h (6 pm to 9 pm)
- : 23 mai 2019 sur Netflix

### Épisode 6: De 21 h à minuit (9 pm to 12 pm)
- : 23 mai 2019 sur Netflix

### Épisode 7: De minuit à 3 h (12 pm to 3 am)
- : 23 mai 2019 sur Netflix

### Épisode 8: De 3 h à 6 h (3 am to 6 am)
- : 23 mai 2019 sur Netflix